# محمد شعلالي
محمد شعلالي (بالفرنسية: Mohamed Chalali)‏ هو لاعب فرانكو-جزائري من مواليد 4 أبريل 1989 بباريس، فرنسا. وهو يلعب في نادي ابردين الإسكتلندي في الدوري الإسكتلندي الممتاز.

## مسيرته
- شعلالي بدأ مسيرته مع نادي رومانفيل في صيف عام 2003 من نادي لوهافر. وقدم للعب لأول مرة في ليغ 2 بيوم 2 نوفمبر 2007، ثم انتقل لنادي شاتورو.

في 23 أغسطس 2010، وقع شعلالي عقد مدته ثلاث سنوات مع نادي بانيونيوس اليوناني، وأنضم إليه في صفقة انتقال حر من نادي شاتورو.
- سجل مجمد أول أهدافه مع فريق بانيونيوس اليوناني في مباراة ودية،

## دوليا
- شعلالي اختار اللعب لمنتخب بلده الجزائر وهو يلعب في منتخب الجزائر لكرة القدم للشباب.
- أستدعي محمد شعلالي يوم 12 أكتوبر 2010 لتمثيل منتخب الجزائر الأولمبي لكرة القدم ضد منتخب قطر، وسجل فيها شعلالي أول أهدافه مع المنتخب. وعاد شعلالي للمنتخب الأولمبي لمواجهة السنغال وديا وفاز فيها ب(3-2) وسجل شعلالي كل أهداف المبارة.

## روابط خارجية
- محمد شعلالي على موقع قاعدة بيانات كرة القدم.إي يو (الإنجليزية)
- محمد شعلالي على موقع ليكيب (الفرنسية)
- محمد شعلالي على موقع ناشيونال فوتبول تيمز (الإنجليزية)
- محمد شعلالي على موقع Soccerway.com (الإنجليزية)
- محمد شعلالي على موقع عالم كرة القدم.نت (الإنجليزية)